# Bernardo Long
Bernardo Enzo Long Baccino (Colonia Valdense, 27 de septiembre de 1989) es un futbolista  uruguayo. Juega en Río Negro de San José  de la liga maragata de San José de Uruguay.

## Trayectoria
Se desempeña como portero, y ha tenido participación en equipos de la Primera División de Uruguay, Serie A de Ecuador, y Liga Nacional de Guatemala, y su actual equipo es Defensor Sporting de Uruguay.

## Clubes
| Club                      | País      | Año         |
| ------------------------- | --------- | ----------- |
| Rampla Juniors            | Uruguay   | 2010 - 2015 |
| S. D. Quito               | Ecuador   | 2015 - 2016 |
| Lincoln Red Imps FC       | Gibraltar | 2016        |
| C. D. Guastatoya          | Guatemala | 2016 - 2017 |
| Racing Club de Montevideo | Uruguay   | 2017        |
| C. A. Rentistas           | Uruguay   | 2018        |
| Xelajú MC                 | Guatemala | 2018        |
| C. A. Rentistas           | Uruguay   | 2019        |
| Defensor Sporting         | Uruguay   | 2020        |
| Río Negro de San José     | Uruguay   | 2025        |

### Torneos nacionales
| Título                     | Club                | País      | Año  |
| -------------------------- | ------------------- | --------- | ---- |
| Liga Nacional de Gibraltar | Lincoln Red Imps FC | Gibraltar | 2016 |
| Rock Cup                   | Lincoln Red Imps FC | Gibraltar | 2016 |
|                            |                     |           |      |
|                            |                     |           |      |
|                            |                     |           |      |